# Andrzej (Moldovan)
Andrzej, imię świeckie Nicolae Moldovan (ur. 22 listopada 1967 w Chetani) – duchowny Rumuńskiego Kościoła Prawosławnego, od 2014 biskup Covasny i Harghity. 

## Życiorys
Święcenia diakonatu przyjął 20 lipca 1990, a prezbiteratu dzień później. Chirotonię biskupią otrzymał 15 sierpnia 2008. W latach 2008–2014 pełnił urząd biskupa făgărașkiego (w rzeczywistości pomocniczego Sybina).